# Трябваше да си ти (теленовела, 2018)
„Трябваше да си ти“ (на испански: Tenías que ser tú) е мексиканска теленовела от 2018 г., режисирана от Хосе Елиас Морено и Нелиньо Акоста, и продуцирана от МаПат Лопес де Сатарайн за Телевиса. Версията, написана от Антонио Абаскал, Карлос Даниел Гонсалес и Данте Ернандес, е базирана на чилийската теленовела Ámbar, създадена от Даниела Кастано.
В главните роли са Ариадне Диас и Андрес Паласиос, а в отрицателните - Фернандо Алонсо и Росана Нахера. Специално участие вземат Шантал Андере, Артуро Пениче, Гретел Валдес, Сачи Тамаширо и първите актриси Мария Марсела и Нубия Марти.

## Сюжет
Мариса Сантиестебан е красива, успешна и трудолюбива жена, която пристига от провинцията с дъщеря си Никол. Когато пристига в града, животът им се променя радикално, тъй като Мариса се запознава с Мики, трудолюбив и честен човек, работещ като шофьор. С течение на времето Мариса разбира, че освен да се възхищава на Мики, тя е влюбена в него, а Никол вижда в Мики бащата, който винаги е искала да има, но всички коренно ще се промени, когато се появява бащата на момичето, който не е знаел за съществуването ѝ.

## Актьори
- Ариадне Диас – Мариса Сантиестебан Елорса
- Андрес Паласиос – Мигел „Мики“ Карето Хименес
- Артуро Пениче – Есекиел Пинеда Домингес
- Шантал Андере – Лоренса Москона Елорса де Фернандес
- Гретел Валдес – Дженифър „Джени“ Пинеда Салгадо
- Фернандо Алонсо – Марсело Морет
- Росана Нахера – Амаранта Саркис
- Ана Паула Мартинес – Никол Сантиестебан Елорса
- Мария Марсела – Марбела Хименес
- Нубия Марти – Мария Елена Елорса вдовица де Сатнтиестебан
- Рикардо Маргалев – Браян Пинеда Салгадо
- Поло Морин – Бруно Фернандес Москона
- Ракел Гарса – Аманда Топете
- Агустин Арана – Тадео Фернандес
- Сачи Тамаширо – Петра Росас Луна „Жаки“
- Валентина де лос Кобос – Лусия „Луси“ Фернандес Москона
- Емилио Белтран – Сантяго Билбатуа
- Джесика Декоте – Лесли Пинеда Салгадо
- Алдо Гера – Хувентино „Тино“ Васкес
- Карла Фарфан – Паулина Билбатуа
- Дайрен Чавес – Симона Миранда Коркуера
- Моника Сорти
- Елена Лисарага – Олга
- Паола Тойос
- Латин Ловер
- Роберто Микел
- Артуро Васкес
- Уенди Брагас
- Янина Идалго
- Келчи Арисменди
- Беа Ранеро – Ева
- Хосе Карлос Фарера – Патрисио
- Чао – Грахалес
- Хавиер Марк – Едип

## Премиера
Премиерата на Трябваше да си ти е на 19 март 2018 г. по Las Estrellas. Последният 86. епизод е излъчен на 8 юли 2018 г.

## Продукция
Снимките на теленовелата започват на 8 януари 2018 г. в град Мексико.

## Версии
- Трябваше да си ти е адаптация на чилийската теленовела Ámbar, продуцирана за телевизионния канал MEGA през 2016-2017 г., с участието на Сагрид Алегрия, Гонсало Валенсуела и Гилия Иностроса.
  - През 1992 г. Телевиса реализира теленовела със същото заглавие, но историята е различна.